# 蚓部
蚓部為小腦左右半球連結的部份，中間有神經元連結兩個半球的息作交流。上方有一硬腦膜結構，小腦鐮將小腦左右半球分隔。